# Espresso Macchiato (Lied)
Espresso Macchiato ist ein englisch- und italienischsprachiger Novelty Song, der vom estnischen Rapper Tommy Cash interpretiert wurde. Mit dem Titel vertrat er Estland beim Eurovision Song Contest 2025 in Basel, wo er im Finale den 3. Platz belegte. 

## Hintergründe
Mit dem Titel nahm Tammemets unter seinem Künstlernamen Tommy Cash am Eesti Laul 2025 von ERR teil. Die Show fungierte als Vorentscheidung zum Eurovision Song Contest. Die Show, die am 15. Februar 2025 stattfand, konnte Tommy Cash in beiden Abstimmungsrunden mit deutlichem Abstand für sich entscheiden. In beiden Runden konnte er mehr Zuschaueranrufe als alle unter ihm platzierten Interpreten insgesamt erreichen.

## Inhaltliches

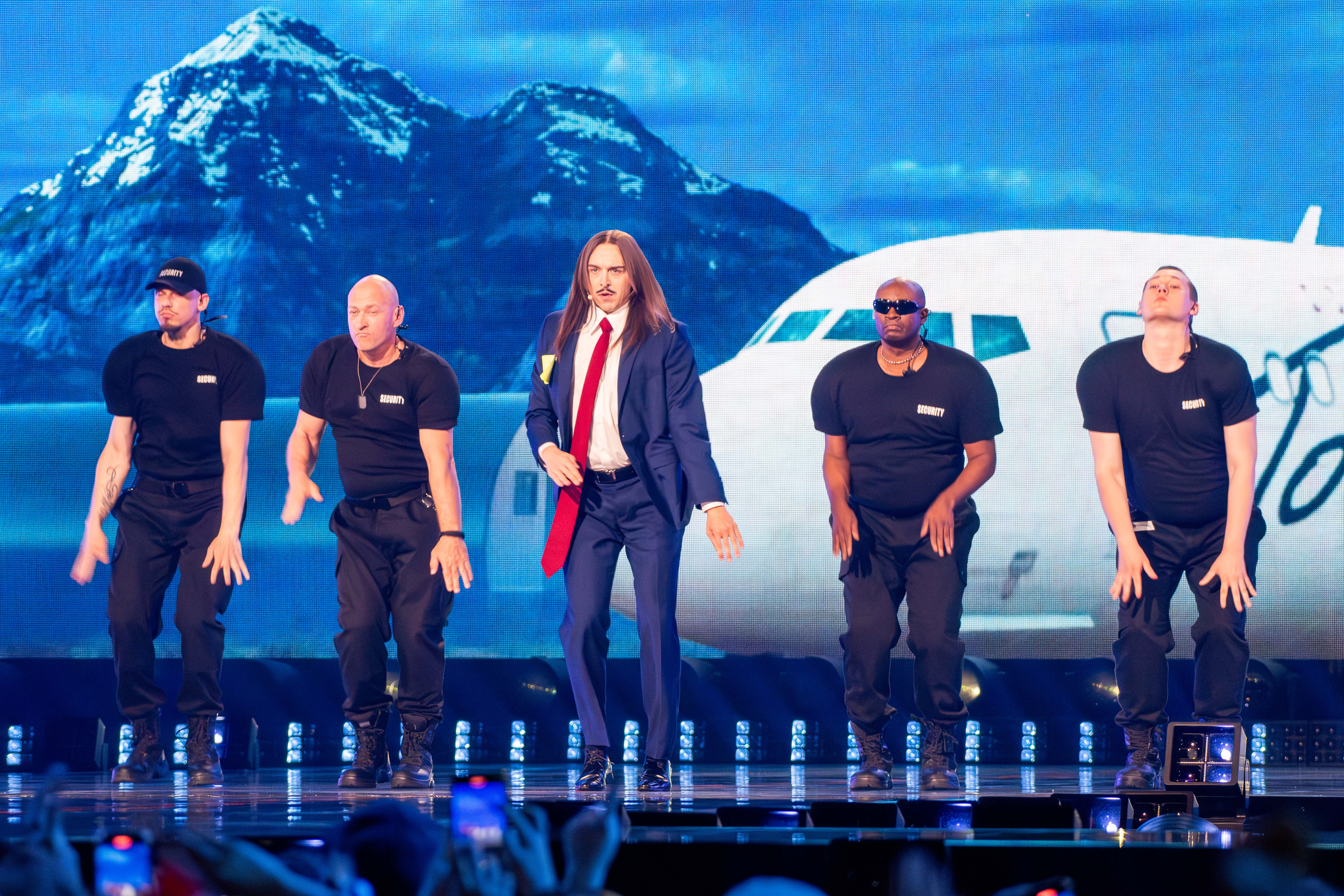
Tommy Cash im ersten Halbfinale des Eurovision Song Contest

Der größtenteils italienischsprachige Titel spielt mit Anspielungen und Klischees der italienischen Kultur. Er greift Themen wie die italienische Küche und Kaffeekultur auf. Weiterhin wird ein überspitztes Bild der Mafia, Restaurantbesitzer und die Zurschaustellung von Luxus gezeigt (z. B. „Ciao bella, I’m Tommaso, addicted to tobacco. Mi like mi coffè very importante. No time to talk, scusi, my days are very busy, and I just own this little ristorante“). Die wenigen englischsprachigen Zeilen folgen der Aussprache mit italienischem Akzent.

## Veröffentlichung
Der Titel erschien bereits am 7. Dezember 2024 als Musikstream. Gleichzeitig erschien ein minimalistisches Musikvideo, das den Interpreten beim Kaffeetrinken aus einem Wegwerfbecher zeigt. Am 16. März 2025 wurde ein neues Musikvideo von Alina Pasok veröffentlicht, das Tommy Cash in einer Doppelrolle und mit Tänzern zeigt.

## Beim Eurovision Song Contest
Mit dem Titel nahm Estland am Eurovision Song Contest 2025 teil. Das Land trat hierbei am 13. Mai im ersten Halbfinale mit der Startnummer 4 an. Es konnte sich für das Finale qualifizieren, wo es die Startnummer 3 erhielt. Dort erreichte es mit 356 Punkten knapp hinter Israel den dritten, und in der Zuschauerabstimmung sogar den zweiten Platz.

## Rezeption
Der Song sorgte in Italien für Aufsehen. Francesca Galicia von Il Giornale bezeichnete ihn als Provokation gegenüber ihrem Land. Auch aus der Politik, wie etwa von Gian Marco Centinaio (Lega Nord), Vizepräsident des Senats und der Verbraucherschutzorganisation Codacons, kam Kritik am im Lied „verzerrten und beleidigenden Bild“ Italiens.

## Chartplatzierungen
| ChartsChartplatzierungen     | Höchstplatzierung | Wochen |
| ---------------------------- | ----------------- | ------ |
| Deutschland (GfK)            | 12 (5 Wo.)        | 5      |
| Österreich (Ö3)              | 3 (… Wo.)         | …      |
| Schweiz (IFPI)               | 2 (8 Wo.)         | 8      |
| Vereinigtes Königreich (OCC) | 40 (2 Wo.)        | 2      |